# R. A. Wyman
R.A. Wywan est un  brigadier (général de brigade) canadien de la Seconde Guerre mondiale. 
À la tête  de la 2e brigade blindée canadienne, il participa au débarquement de Normandie et à toutes les opérations de la bataille de Normandie jusqu'à l'anéantissement de la VIIe armée allemande lors de la bataille de Mortain et à l'opération Spring, menée par les troupes Anglo-canadiennes à l'est du Front et qui favoriseront la percée d'Avranches des troupes américaines à l'ouest lors de   l'opération Cobra.
Après la poursuite des restes de l'armée allemande vers le nord de la France, il participe à la libération de la Belgique.